# Dick Fisher
Dick Fisher, właśc. Richard Metcalfe Fisher (ur. 13 stycznia 1933 w Lancasterze, zm. grudzień 1986) – brytyjski żużlowiec.

## Życiorys
Trzykrotny finalista indywidualnych mistrzostw Wielkiej Brytanii (najlepszy wynik: 1963 – VII miejsce). Czterokrotny medalista drużynowych mistrzostw Wielkiej Brytanii: złoty (1963) oraz trzykrotnie srebrny (1955, 1957, 1960).
Reprezentant Wielkiej Brytanii na arenie międzynarodowej. Brązowy medalista drużynowych mistrzostw świata (Wiedeń 1963). Trzykrotny uczestnik finałów indywidualnych mistrzostw świata (Londyn 1956 – XII miejsce, Londyn 1963 – XIII miejsce, Göteborg 1964 – XVI miejsce).
W lidze brytyjskiej reprezentant klubów: Fleetwood Flyers (1951) i Belle Vue Aces (1953–1966).